# Phyllodytes
Phyllodytes és un gènere de granotes de la família dels hílids que es troba a l'est del Brasil i a Trinitat i Tobago.

## Taxonomia
- Phyllodytes acuminatus
- Phyllodytes auratus
- Phyllodytes brevirostris
- Phyllodytes edelmoi
- Phyllodytes gyrinaethes
- Phyllodytes kautskyi
- Phyllodytes luteolus
- Phyllodytes melanomystax
- Phyllodytes punctatus
- Phyllodytes tuberculosus
- Phyllodytes wuchereri